# Loxosceles luteola
Loxosceles luteola är en spindelart som beskrevs av Willis J. Gertsch 1973. Loxosceles luteola ingår i släktet Loxosceles och familjen Sicariidae. Inga underarter finns listade i Catalogue of Life.